# Armada de la República Argentina
Armada de la República Argentina – marynarka wojenna, wydzielona część sił zbrojnych Argentyny. Marynarka obchodzi święto 17 maja, w rocznicę zwycięstwa nad flotą hiszpańską w bitwie pod Montevideo w 1814 roku podczas wojny o niepodległość.

## Historia

### XIX wiek

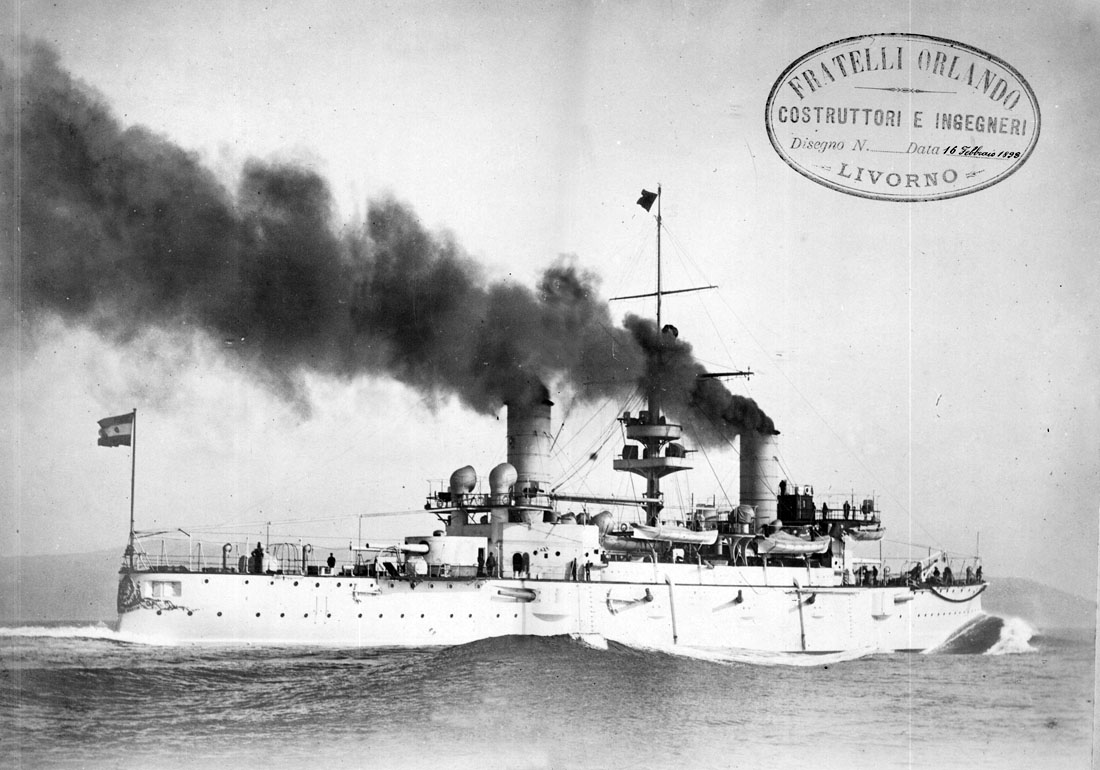
Krążownik pancerny „San Martin”

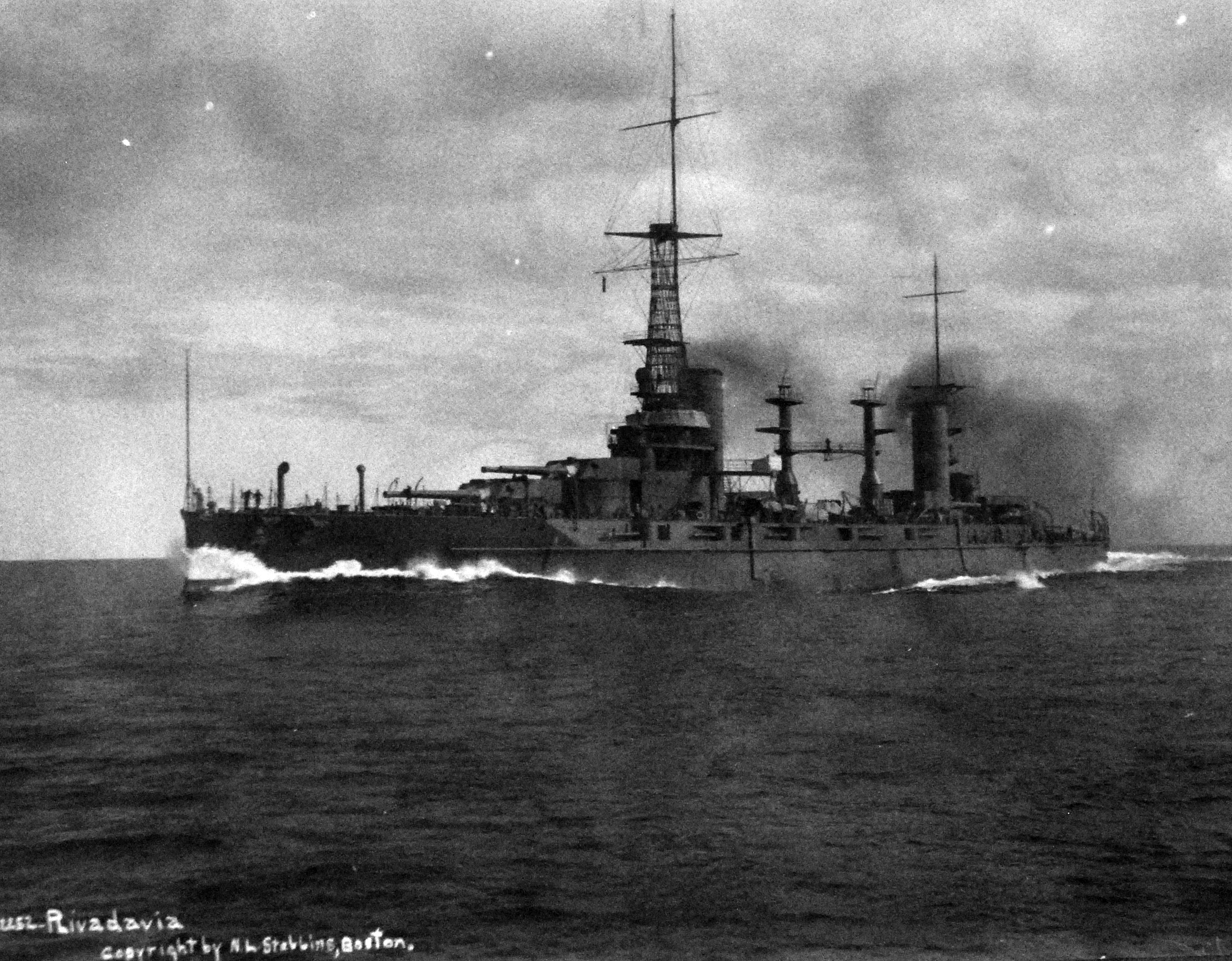
Pancernik „Rivadavia”

W pierwszym okresie po uzyskaniu niepodległości, rola marynarki w siłach zbrojnych Argentyny była marginalna. Dopiero od lat 70. XIX wieku stworzono niewielką flotę służącą do obrony wybrzeża, obejmującą także trzy okręty pancerne. W latach 90. uległa ona znacznej rozbudowie z uwagi na napięcia w stosunkach z Chile i pod koniec XIX wieku jej główną siłę tworzyły zbudowane w Europie cztery krążowniki pancerne (typu Garibaldi), cztery krążowniki pancernopokładowe i dwa małe pancerniki obrony wybrzeża.

### Lata 1900–1945
Pomimo pokojowego rozwiązania konfliktu z Chile, wzrost zbrojeń morskich Brazylii spowodował kolejny wyścig zbrojeń i przyjęcie w 1907 roku programu rozbudowy floty. W jego ramach do 1915 roku zbudowano w USA dużym wysiłkiem finansowym dwa nowoczesne pancerniki generacji drednotów typu Rivadavia. Z dwunastu zamówionych w Europie niszczycieli ostatecznie tylko cztery weszły do służby argentyńskiej. Podczas I wojny światowej Argentyna pozostała neutralna. W 1906 roku marynarka liczyła ok. 8500 ludzi, a w 1919 ok. 9500 i 18 tysięcy rezerwistów.  Główną bazą było Buenos Aires, oprócz tego zbudowano doki w bazach Puerto Belgrano i Rio Santiago.
W 1926 roku uchwalono nowy program budowy okrętów, z uwagi na przestarzałość stanowiących większość floty XIX-wiecznych jednostek. Do II wojny światowej marynarka nabyła w Europie trzy nowoczesne krążowniki i 12 niszczycieli. Dopiero w latach 1932-33 nabyła też trzy pierwsze okręty podwodne. W latach 30. powstały też pierwsze nowoczesne okręty budowane w Argentynie – trałowce typu Bouchard. W tym okresie marynarka Argentyny była najsilniejsza i najnowocześniejsza w Ameryce Łacińskiej, z przewagą nad Brazylią i Chile, aczkolwiek dwa pozostałe państwa również posiadały drednoty i wcześniej weszły w posiadanie okrętów podwodnych. Podczas II wojny światowej Argentyna również pozostała neutralna. W tym czasie Brazylia, dzięki pomocy aliantów, zrównała się z nią pod względem sił morskich.

### Lata 1946–1981

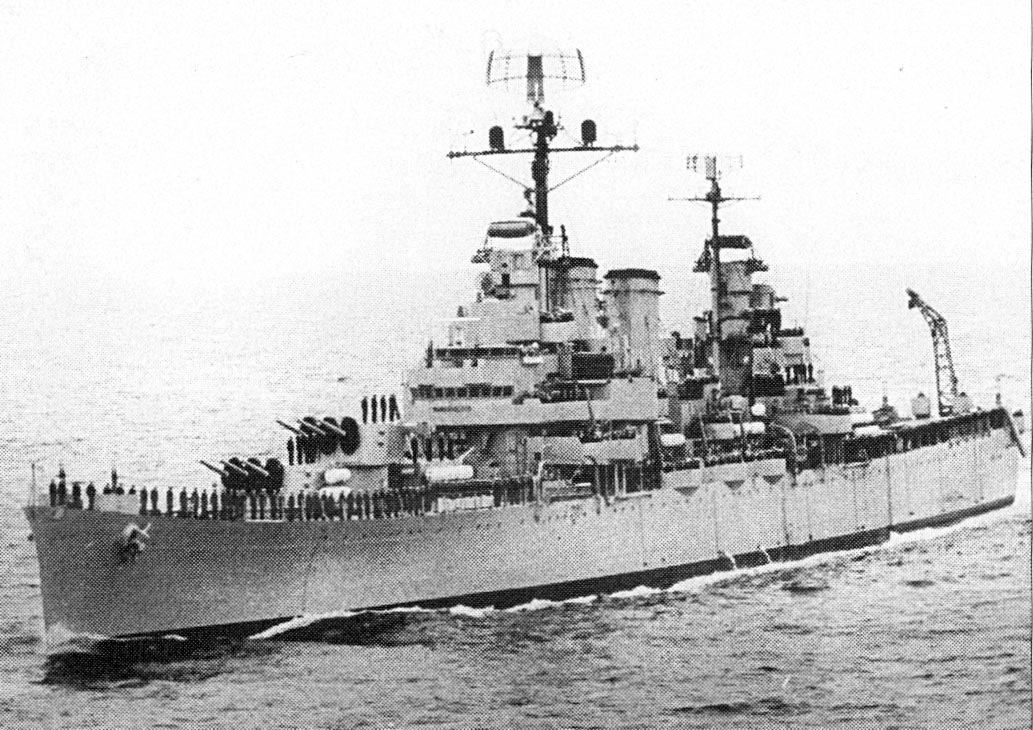
Krążownik ARA „General Belgrano”

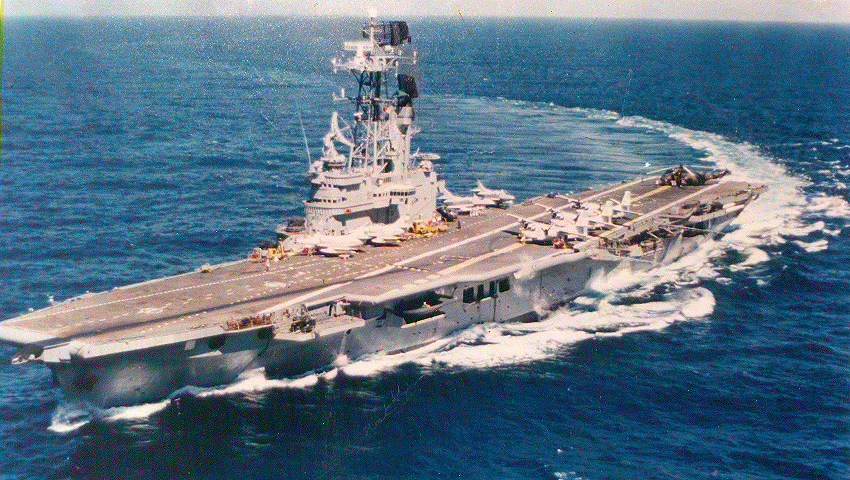
Lotniskowiec „Veinticinco de Mayo”

W 1951 roku Argentyna nabyła dwa amerykańskie duże krążowniki lekkie typu Brooklyn budowy przedwojennej. W dniach 16-19 września 1955 roku marynarka Argentyny odegrała główną rolę w zamachu stanu, który obalił dyktaturę Juana Peróna, biorąc udział w walkach i ostrzeliwaniu celów lądowych. 
W 1958 roku Argentyna nabyła od Wielkiej Brytanii pierwszy lotniskowiec w Ameryce Południowej: ARA „Independencia” (typu Colossus), co postawiło jej marynarkę na wyższy poziom. W 1968 roku został on zastąpiony przez ARA „Veinticinco de Mayo” tego samego typu. Znaczący wzrost ilościowy nastąpił w latach 60. i zwłaszcza 70. Marynarka wzbogaciła się wówczas o kolejne okręty, w tym pierwsze od okresu międzywojennego okręty podwodne, dalsze niszczyciele i korwety; przeważnie zmodernizowane budowy wojennej, ale też nowe. Podjęto w tym czasie współpracę z przemysłem niemieckim i brytyjskim, skutkującą podjęciem budowy części okrętów w kraju. W 1976 roku Argentyna przejęła pierwszy nowoczesny niszczyciel rakietowy budowy brytyjskiej – ARA „Hércules”, a następnie drugi zbudowany w kraju. Więcej nowych okrętów znajdowało się na początku lat 80. w budowie, lecz nie weszły do służby przed 1982 rokiem.
Od lat 60. okręty argentyńskie uczestniczyły w szeregu incydentów związanych z ochroną strefy ekonomicznej kraju przed nielegalnym rybołówstwem. W 1978 roku doszło do napięcia w stosunkach z Chile w związku ze sporem o wyspy nad Kanałem Beagle i marynarka Argentyny wyszła z portów w celu przeprowadzenia 22 grudnia 1978 roku desantu na spornych wyspach, lecz ostatecznie operację odwołano i wojnę udało się zażegnać.

### Wojna o Falklandy-Malwiny

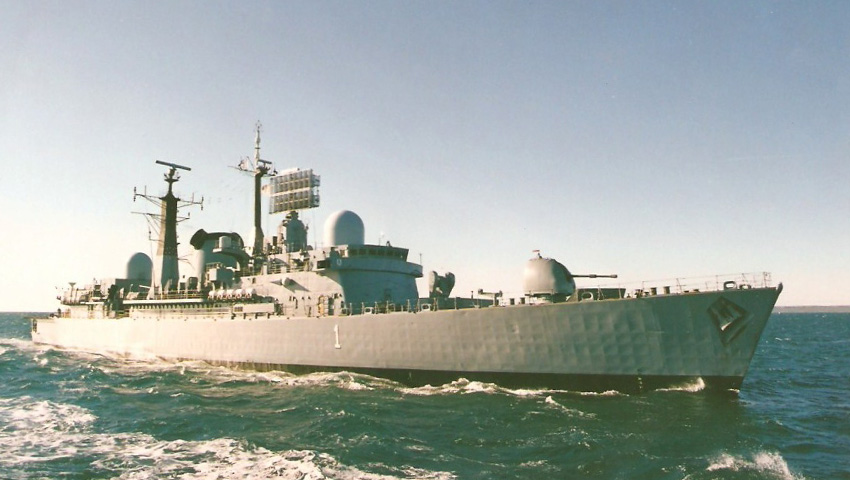
Niszczyciel rakietowy ARA „Hércules”

Najpoważniejszym sprawdzianem bojowym dla marynarki stała się wojna falklandzka. Marynarka nie była jednak w pełni gotowa do  wywołanej przez rządzącą juntę wojskową w kwietniu 1982 roku wojny. Liczyła wówczas 31 000 personelu i 54 okręty. Większość floty wzięła udział w otwierającym działania desancie na Falklandach 2-3 kwietnia, a następnie okręty tylko w ograniczonym zakresie brały udział w walkach z siłami brytyjskimi. Jedyny lotniskowiec ARA „Veinticinco de Mayo” nie zdołał przeprowadzić ataku z użyciem samolotów. Marynarka poniosła istotne straty, w szczególności 2 maja 1982 roku brytyjski atomowy okręt podwodny HMS „Conqueror” zatopił przestarzały krążownik ARA „General Belgrano”. Był to drugi i ostatni od czasów II WŚ okręt zatopiony przez okręt podwodny, a utrata 323 członków jego załogi odpowiadała połowie argentyńskich strat w wojnie o Falklandy. Aktywnie natomiast używane było argentyńskie lotnictwo morskie, wraz z siłami powietrznymi, topiąc kilka okrętów brytyjskich.

### Od końca XX wieku do XXI wieku
W latach 80. marynarka argentyńska wzbogaciła się o pewną liczbę nowoczesnych jednostek, zamówionych jeszcze przed wojną o Falklandy, we współpracy ze stoczniami niemieckimi, przede wszystkim cztery niszczyciele rakietowe typu Almirante Brown (MEKO 360H2), cztery korwety typu Espora (MEKO 140) i dwa okręty podwodne typu TR1700. Z powodu trudności finansowych, Argentyna zmuszona była jednak zrezygnować z dwóch budowanych okrętów podwodnych i w najbliższych dekadach nie kupowała już nowych większych okrętów. Dopiero na początku XXI wieku ukończono jeszcze dwie korwety typu Espora. W 1988 roku wycofano z linii niesprawny lotniskowiec „Veinticinco de Mayo”, bez następcy. Zespół okrętów argentyńskich z niszczycielem „Almirante Brown” i dwoma korwetami działał w latach 1990-91 na wodach Zatoki Perskiej w ramach międzynarodowej koalicji antyirackiej, a korwety argentyńskie wspierały też działania sił ONZ na Haiti w 1994 roku.
15 listopada 2017 roku zaginął na Atlantyku okręt podwodny ARA „San Juan” (S-42) z 44-osobową załogą.
W 2019 roku podpisano kontrakt z Francją na dostawy czterech oceanicznych okrętów patrolowych typu Gowind dla marynarki wojennej Argentyny.

## Okręty
| Almirante Brown           | ARA „Sarandi”          | D-10             | „Almirante Brown”        | 1983      | 3360 t, 126 m, zbudowane przez Blohm + Voss, w Argentynie sklasyfikowane jako niszczyciele MEKO 360H2. |
| Almirante Brown           | ARA „Sarandi”          | D-11             | „La Argentina”           | 1983      | 3360 t, 126 m, zbudowane przez Blohm + Voss, w Argentynie sklasyfikowane jako niszczyciele MEKO 360H2. |
| Almirante Brown           | ARA „Sarandi”          | D-12             | „Heroína”                | 1983      | 3360 t, 126 m, zbudowane przez Blohm + Voss, w Argentynie sklasyfikowane jako niszczyciele MEKO 360H2. |
| Almirante Brown           | ARA „Sarandi”          | D-13             | „Sarandí”                | 1984      | 3360 t, 126 m, zbudowane przez Blohm + Voss, w Argentynie sklasyfikowane jako niszczyciele MEKO 360H2. |
| Okręty podwodne (2)       |                        |                  |                          |           | |
| TR1700                    |                        | S-41             | „Santa Cruz”             | 1984      | 2264 t, 66 m, zbudowane przez Nordseewerke, na licencji w Argentynie miały powstać cztery dalsze, ale program anulowano w 1994 przed ukończeniem dwóch pierwszych jednostek (S-43 ARA „Santa Fe” i S-44 „Santiago Del Estero”).                                                           |
| Typ 209/1100              |                        | S-31             | „Salta”                  | 1973      | 1248 t, 54 m, dwa zbudowane przez Howaldtswerke-Deutsche Werft. |
| Korwety (9)               |                        |                  |                          |           | |
| Espora                    | ARA „Robinson”         | P-41             | „Espora”                 | 1985      | 1790 t, 91,2 m, projekt MEKO 140A16, zbudowane w argentyńskiej Río Santiago Shipyard w Ensenada. |
| Espora                    | ARA „Robinson”         | P-42             | „Rosales”                | 1986      | 1790 t, 91,2 m, projekt MEKO 140A16, zbudowane w argentyńskiej Río Santiago Shipyard w Ensenada. |
| Espora                    | ARA „Robinson”         | P-43             | „Spiro”                  | 1987      | 1790 t, 91,2 m, projekt MEKO 140A16, zbudowane w argentyńskiej Río Santiago Shipyard w Ensenada. |
| Espora                    | ARA „Robinson”         | P-44             | „Parker”                 | 1990      | 1790 t, 91,2 m, projekt MEKO 140A16, zbudowane w argentyńskiej Río Santiago Shipyard w Ensenada. |
| Espora                    | ARA „Robinson”         | P-45             | „Robinson”               | 2001      | 1790 t, 91,2 m, projekt MEKO 140A16, zbudowane w argentyńskiej Río Santiago Shipyard w Ensenada. |
| Espora                    | ARA „Robinson”         | P-46             | „Gómez Roca”             | 2004      | 1790 t, 91,2 m, projekt MEKO 140A16, zbudowane w argentyńskiej Río Santiago Shipyard w Ensenada. |
| Typ A69                   | ARA „Drummond” (P-31)  | P-31             | „Drummond”               | 1978      | 1170 t, 80 m, pochodne awizo D’Estienne d’Orves, zbudowane przez Arsenal de Lorient. |
| Typ A69                   | ARA „Drummond” (P-31)  | P-32             | „Guerrico”               | 1978      | 1170 t, 80 m, pochodne awizo D’Estienne d’Orves, zbudowane przez Arsenal de Lorient. |
| Typ A69                   | ARA „Drummond” (P-31)  | P-33             | „Granville”              | 1982      | 1170 t, 80 m, pochodne awizo D’Estienne d’Orves, zbudowane przez Arsenal de Lorient. |
| Kutry rakietowe (2)       |                        |                  |                          |           | |
| TNC-45                    | ARA „Intrépida” (P-85) | P-85             | „Intrépida”              | 1974      | 268 t łodzie zbudowane przez Lürssen Werft. |
| TNC-45                    | ARA „Intrépida” (P-85) | P-86             | „Indómita”               | 1974      | 268 t łodzie zbudowane przez Lürssen Werft. |
| Okręty patrolowe (6)      |                        |                  |                          |           | |
| Murature                  | ARA „Murature” (P-20)  | P-20             | „Murature”               | 1945      | 1032 t, stawiacze min z Río Santiago, obecnie okręty patrolowe i treningowe. |
| Murature                  | ARA „Murature” (P-20)  | P-21             | „King”                   | 1946      | 1032 t, stawiacze min z Río Santiago, obecnie okręty patrolowe i treningowe. |
| Dabur                     | „Dabur”                | P-61             | „Baradero”               | 1978      | 39 t, 20 m. |
| Dabur                     | „Dabur”                | P-62             | „Barranqueras”           | 1978      | 39 t, 20 m. |
| Dabur                     | „Dabur”                | P-63             | „Clorinda”               | 1978      | 39 t, 20 m. |
| Dabur                     | „Dabur”                | P-64             | „Concepción del Uruguay” | 1978      | 39 t, 20 m. |
| Okręty zaopatrzeniowe (2) |                        |                  |                          |           | |
| Durance                   |                        | B-1              | „Patagonia”              | 2000      | 17 800 t, 157,2 m, ex-francuski „Durance” zbudowany przez Brest Arsenal w 1975. |
| Argentyna                 |                        |                  | „Ingeniero Julio Krause” | 1993      | 8346 t, cywilny tankowiec z 1981, zbudowany przez Astarsa. |
| Okręty transportowe (4)   |                        |                  |                          |           | |
| 42 (zmodyfikowany)        | ARA „Hércules” (B-52)  | B-52             | „Hércules”               | 1976/2004 | 4100 t, okręty I serii, Argentyna zakupiła dwa niszczyciele rakietowe typu 42, wycofany ARA „Santísima Trinidad” zbudowano w Argentynie przez Rio Santiago, ARA „Hércules”, zbudowany przez Vickers przebudowano w Chile na okręt transportowy, mieszczący 238 żołnierzy i dwa śmigłowce. |
| Costa Sur (zmodyfikowany) |                        | B-4              | „Bahía San Blas”         | 1978      | 10 894 t, 119,9 m, zbudowany przez Astillero Príncipe w Buenos Aires. |
| Costa Sur                 |                        | B-3              | „Canal Beagle”           | 1978      | 10 894 t, zbudowany przez Astillero Príncipe |
| Costa Sur                 | B-5                    | „Cabo de Hornos” | 1979                     |           | 10 894 t, zbudowany przez Astillero Príncipe |

## Comando de Aviación Naval (COAN)
| Samolot                 | Producent                  | Typ           | Wersja                | W służbie | Uwagi                                            |
| ----------------------- | -------------------------- | ------------- | --------------------- | --------- | ------------------------------------------------ |
| Beechcraft King Air     | Stany Zjednoczone          | patrolowy     | B200 Cormoran         | 6         |                                                  |
| Beechcraft T-34 Mentor  | Stany Zjednoczone          | treningowy    | T-34C-1               | 12        |                                                  |
| Dassault Super Étendard | Francja                    | szturmowy     |                       | 11        | Nosiciel AM39 Exocet, dawniej samolot pokładowy. |
| Eurocopter Fennec       | Francja                    | patrolowy     | AS 555                | 4         |                                                  |
| Fokker F28 Fellowship   | Holandia                   | transportowy  | F28-3000              | 2         |                                                  |
| Grumman S-2 Tracker     | Stany Zjednoczone          | patrolowy/ZOP | S-2T Turbo Tracker    | 3         | S-2G zmodernizowane przez IAI                    |
| Lockheed P-3 Orion      | Stany Zjednoczone          | patrolowy/ZOP | P-3B                  | 5         | 4 sprawne                                        |
| Pilatus PC-6            | Szwajcaria                 | użytkowy      | PC-6B-H2              | 1         |                                                  |
| Sikorsky SH-3 Sea King  | Włochy · Stany Zjednoczone | ZOP/transport | Agusta ASH-3H S-61D-4 | 7 4       |                                                  |